# Río Spokane
El río Spokane es un río de los Estados Unidos, un afluente del río Columbia que discurre por el norte del estado de Idaho y la parte oriental del estado de Washington. Drena un área de baja montaña al este de la Columbia, pasando por la ciudad de Spokane, que comparte nombre con el río. Muy utilizado para de riego y el abastecimiento de agua potable, su cuenca comprende una región de agricultura extensiva y de producción de madera. El bajo nivel del agua en el río ha dado lugar a una crisis de contaminación en su curso y una lucha política en su resolución.
El río Spokane tiene una longitud de unos 179 km, aunque con una de las fuentes del lago lago Coeur d'Alene, el río Saint Joe (106 km), el sistema Spokane—lago Coeur d'Alene—Saint Joe llega a los 333 km (179+48+106 km). Drena una amplia cuenca de 16.200 km², de los cuales 9.900 km² están por encima de la presa Post Falls, a la salida del lago Coeur d'Alene. Su descarga media anual es de 225 m³/s.

## Descripción

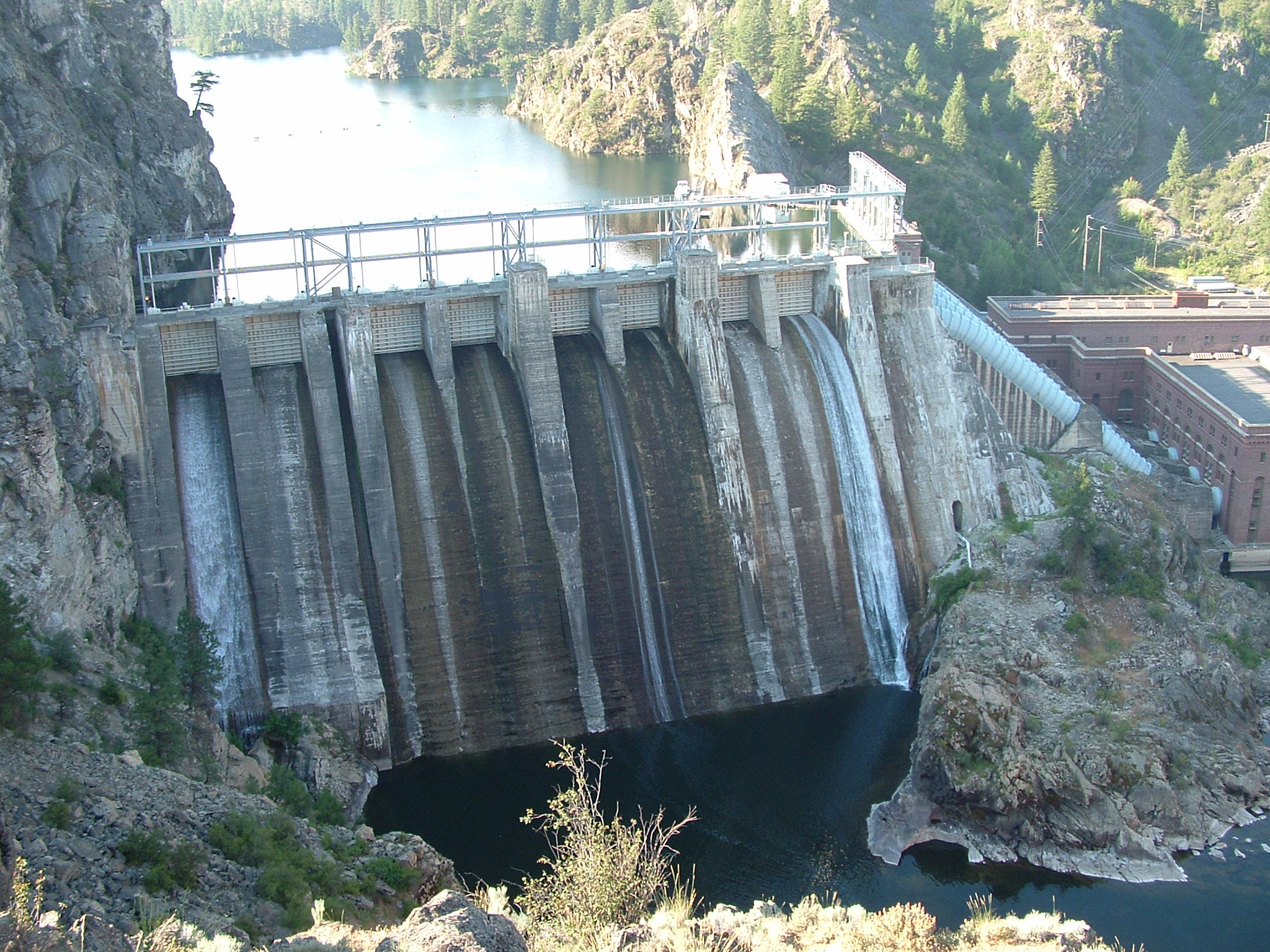
Presa Long Lake en el río Spokane

El río Spokane nace en el lago Coeur d'Alene, en el Panhandle de Idaho, saliendo de la esquina noroeste del lago, cerca de la ciudad de Coeur d'Alene. Fuye hacia el oeste unos 40 km para entrar en el centro este del estado de Washington a través de los suburbios de Spokane Valley hasta llegar a Spokane. Las Spokane Falls se encuentran en el centro de Spokane, algo antes de 1,5 km de que el río reciba el arroyo Latah (o arroyo Hangman) desde el sur.
Desde aquí, el río fluye hacia el noroeste a lo largo del borde oeste de Spokane, recibiendo al río Little Spokane, que le aborda desde el este, a unos 10 km al noroeste del centro de la ciudad. Sigue describiendo un curso zigzagueante a lo largo del borde sur de las montañas Selkirk, formando el límite sur de la Reserva Indígena Spokane (Spokane Indian Reservation), donde es embalsado por la presa de Little Falls para formar el lago Long, un embalse de unos 24 km de longitud. Desagua,desde el este, en el lago Franklin D. Roosevelt, ya en el Columbia, en Miles. El sitio del histórico Fort Spokane está localizado en la confluencia con el Columbia.

## Crisis

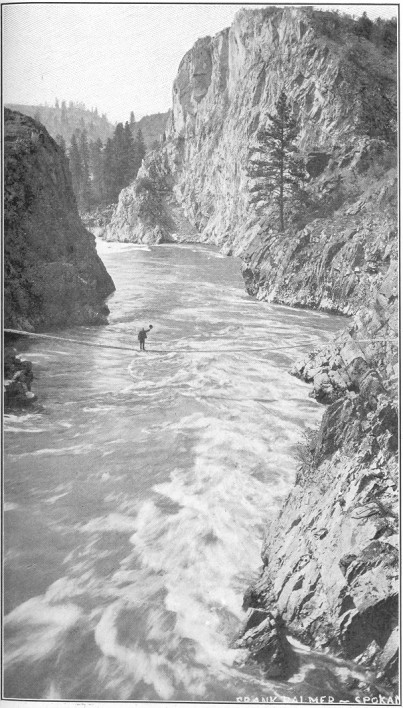
Vista del río Spokane en 1909

Gran parte del agua del río, sobre todo durante el verano, proviene de manantiales subterráneos alimentados por el acuífero Spokane-Rathdrum, un acuífero que abastece de agua potable a 400.000 personas en el área de Spokane y proporciona agua para el riego extensivo a su paso. El uso del agua del acuífero es tan extensa que las Spokane Falls, las cataratas naturales que distinguen a la ciudad de Spokane, se secan muchos veranos, siendo toda el agua desviada a las centrales hidroeléctricas Upper Falls y Lower Falls. El bajo nivel del agua ha ocasionado la toxicidad de la corriente, resultado de la baja concentración de oxígeno disuelto, con el florecimiento de algas a lo largo de gran parte de curso inferior del río.
En 2002, la Agencia de Protección Ambiental de los Estados Unidos emitió un Superfund de limpieza para la cuenca río Spokane-lago Coeur d'Alene. En una decisión polémica, la administración Bush transfirió el control de la parte de Idaho al estado de Idaho, que se opuso a la designación del Superfund y a la limpieza, en parte basádondose en su alto costo y en los posibles efectos sobre los precios de los bienes raíces .
También se ha confirmado que existe contaminación por metales pesados en el río, resultantes de la contaminación proveniente del lago Coeur d'Alene y que viaja desde el Sitio del Superfondo Bunker Hill (BHSS).
El río Spokane también ha sufrido en gran medida de la contaminación por fósforo, en su la mayoría procedente de los detergentes que acaban en el río. En 2007, entraron todos los días en la planta de tratamiento de aguas residuales de Spokane una media de más de 800 kg de fósforo.

## Hábitat de peces
El río Spokane sustenta poblaciones de trucha arco iris, la septentrional carpa gigante y retoños bridgelip (véase Catostomidae), así como varias especies no autóctonas. En el río también había varias especies de salmón hasta que la construcción en 1915 de la presa Long Lake, de la Washington Water Power, bloqueó el paso aguas arriba.